# Leptotarsus hodgei
Leptotarsus hodgei är en tvåvingeart som först beskrevs av Alexander 1939.  Leptotarsus hodgei ingår i släktet Leptotarsus och familjen storharkrankar.
Artens utbredningsområde är Dominica. Inga underarter finns listade i Catalogue of Life.